# Ventabren
 (octobre 2020).
Ventabren [vɛ̃tabʁɛ̃] est une commune française des Bouches-du-Rhône, dont les habitants s'appellent les Ventabrennais.

## Géographie

### Localisation
Cette commune est située :
- à 14 km à l'ouest d'Aix-en-Provence, à 17 km de sa gare TGV ;
- à 21 km au sud-est de Salon-de-Provence ;
- à 30 km au nord de Marseille, à 17 km de son aéroport (situé à Marignane).

Ventabren est un village typiquement provençal, perché au sommet d'une colline dominée par les ruines du château de la reine Jeanne.
| Coudoux |           | Éguilles        |
|         | Ventabren |                 |
| Velaux  |           | Aix-en-Provence |

### Climat
Pour des articles plus généraux, voir Climat de Provence-Alpes-Côte d'Azur et Climat des Bouches-du-Rhône.
En 2010, le climat de la commune est de type climat méditerranéen franc, selon une étude du Centre national de la recherche scientifique s'appuyant sur une série de données couvrant la période 1971-2000. En 2020, Météo-France publie une typologie des climats de la France métropolitaine dans laquelle la commune est exposée à un climat méditerranéen et est dans la région climatique Provence, Languedoc-Roussillon, caractérisée par une pluviométrie faible en été, un très bon ensoleillement (2 600 h/an), un été chaud (21,5 °C), un air très sec en été, sec en toutes saisons, des vents forts (fréquence de 40 à 50 % de vents > 5 m/s) et peu de brouillards.
Pour la période 1971-2000, la température annuelle moyenne est de 13,8 °C, avec une amplitude thermique annuelle de 16,5 °C. Le cumul annuel moyen de précipitations est de 682 mm, avec 5,6 jours de précipitations en janvier et 1,9 jour en juillet. Pour la période 1991-2020, la température moyenne annuelle observée sur la station météorologique de Météo-France la plus proche, « Marignane », sur la commune de Marignane à 15 km à vol d'oiseau, est de 15,9 °C et le cumul annuel moyen de précipitations est de 532,3 mm. 
La température maximale relevée sur cette station est de 39,7 °C, atteinte le 26 juillet 1983 ; la température minimale est de −16,8 °C, atteinte le 12 février 1956,,.
Les paramètres climatiques de la commune ont été estimés pour le milieu du siècle (2041-2070) selon différents scénarios d'émission de gaz à effet de serre à partir des nouvelles projections climatiques de référence DRIAS-2020. Ils sont consultables sur un site dédié publié par Météo-France en novembre 2022.

## Urbanisme

### Typologie
Au 1er janvier 2024, Ventabren est catégorisée ceinture urbaine, selon la nouvelle grille communale de densité à 7 niveaux définie par l'Insee en 2022.
Elle appartient à l'unité urbaine de Marseille-Aix-en-Provence, une agglomération inter-départementale dont elle est une commune de la banlieue,. Par ailleurs la commune fait partie de l'aire d'attraction de Marseille - Aix-en-Provence, dont elle est une commune de la couronne,. Cette aire, qui regroupe 115 communes, est catégorisée dans les aires de 700 000 habitants ou plus (hors Paris),.

### Occupation des sols
L'occupation des sols de la commune, telle qu'elle ressort de la base de données européenne d’occupation biophysique des sols Corine Land Cover (CLC), est marquée par l'importance des forêts et milieux semi-naturels (53,8 % en 2018), une proportion sensiblement équivalente à celle de 1990 (54,1 %). La répartition détaillée en 2018 est la suivante : 
milieux à végétation arbustive et/ou herbacée (41,5 %), zones urbanisées (20,2 %), forêts (12,3 %), terres arables (11,8 %), zones agricoles hétérogènes (10 %), zones industrielles ou commerciales et réseaux de communication (3,1 %), prairies (0,7 %), cultures permanentes (0,4 %). L'évolution de l’occupation des sols de la commune et de ses infrastructures peut être observée sur les différentes représentations cartographiques du territoire : la carte de Cassini (XVIIIe siècle), la carte d'état-major (1820-1866) et les cartes ou photos aériennes de l'IGN pour la période actuelle (1950 à aujourd'hui).

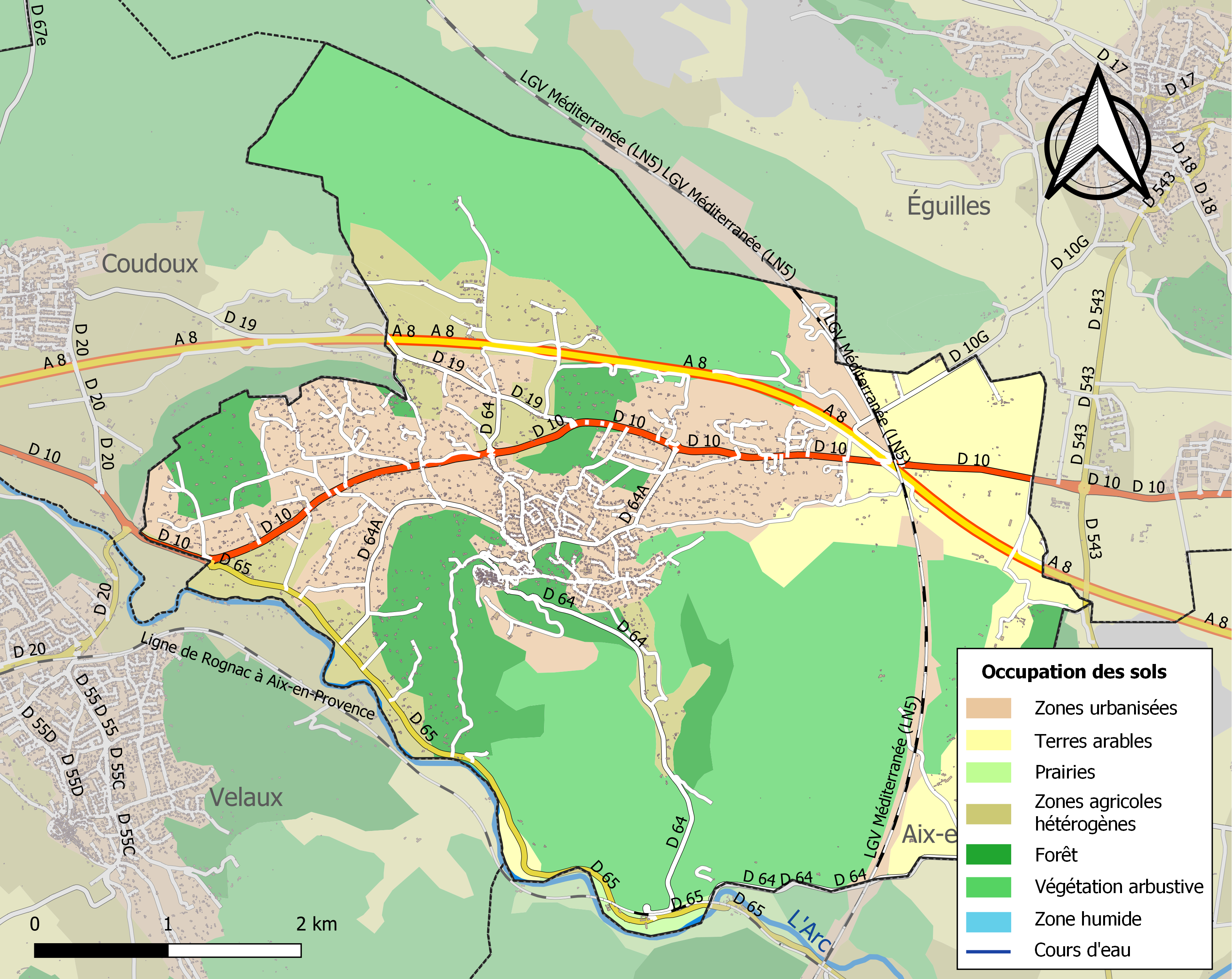
Carte des infrastructures et de l'occupation des sols de la commune en 2018 (CLC).

## Toponymie
Ventabrenum serait le nom donné à l’époque romaine à une importante villa qui existait au quartier des Fons-Vicari. L’origine de ce nom (Ventabran en 1145, Ventabren en 1154) prête à de nombreuses discussions. Plusieurs étymologies peuvent être avancées:
- En provençal, ventabren signifie « fanfaron », littéralement « celui qui vanne, filtre le bran, la partie la plus grossière du son dont on débarrasse le blé » ; donc celui qui brasse en pure perte, qui se vante de choses sans aucun intérêt.
- Mais on ne peut totalement exclure la racine ligure vin(t)- qui désigne un promontoire rocheux, à laquelle serait accolé le ligure bren, « montagne ».
- Il a été découvert sur une tombe découverte au pied du village, en caractères grecs, le mot « Vinitouta » : est-ce le toponyme d'origine ?

racine préindoeuropéenne vin(t)
Peyre plantade : à rapprocher de la nécropole tumulaire et des stèles découvertes sur le site.

## Histoire
8 000 ans av. J.-C., un faciès culturel de la basse Provence, désigné sous le terme de Montadien, est présent à Ventabren. Le site se trouve à « l’abri des bœufs » au lieu-dit  la Plantade  et présente une énorme escargotière (déchets de cuisine) de 20 m de long. En 1995, a été découverte une nécropole tumulaire avec cinq tertres circulaires avec des tombes individuelles. La sépulture est datée entre 3 370 et 2 925 av. J.-C..
Le "Camp Marius" est un vaste oppidum celto-ligure dont les traces se voient très nettement sur le plateau au-dessus de l’aqueduc de Roquefavour. C'est un éperon barré par des fortifications qui protègent les côtés nord et ouest du site par deux murs formant angle droit de 600 m de long. le Mur Nord se prolonge pour continuer de défendre le petit plateau intermédiaire. Les autres côtés ont des falaises pour défense naturelle. Les vues aériennes montrent 4 cellules importantes dans la végétation de kermès entre le mur ouest et le chemin. L'accès principal se faisait par le plateau mais un sentier périlleux présentant des muraillages anciens permet un accès à la fontaine (parking) dans le vallon ouest ( route de l'Aqueduc). Un autre vraisemblablement lié à la construction de l'aqueduc est accessible sous les dernière arche par un escalier au niveau de la rivière.
Depuis cet oppidum situé entre les oppida d'Entremont et ceux plus proches de Roquepertuse et Ste Propice, on voit les oppida du Baou-Roux, de la Tête de l'Ost et des Mayans.
Ces vestiges ont été identifiés dès 1905 par l'archéologue Henry de Gérin-Ricard. Cet emplacement a été occupé principalement dans la deuxième moitié du Ier siècle av. J.-C., mais des fouilles archéologiques, conduites de 1975 à 1985, ont permis de trouver des poteries, une fibule, des oboles massaliotes et divers autres objets, traces d’une cité plus ancienne (Ve et IVe siècles av. J.-C.). Le site a été abandonné à la fin du Ier siècle av. J.-C., pour des raisons à la fois politiques et économiques.
La région fait ensuite partie du royaume wisigoth, royaume germanique  de 418 à 511. Cette période voit la région adopter différentes hérésies dont l'arianisme. Le royaume s'étend alors jusqu'en Espagne.
En 511, la région passe aux mains des ostrogoths venus défendre les wisigoths contre les francs qui l'obtiennent néanmoins en 536.
Il est alors la cible de la conquête musulmane (711) qui cherche l'installation.
La région est ensuite dévastée et pillée par les troupes de Charles Martel qui reprend entièrement la Provence en 739.
Les musulmans malgré leurs tentatives, ne parviendront pas à s'implanter de nouveau avant 890, pour une deuxième phase d'occupation localisée pour opérer des raids depuis leurs bases du Fraxinet au-dessus de Saint-Tropez.
Guillaume Ier de Provence  les chasse de Provence en 973 et en profite pour instaurer la féodalité et le fisc de Provence.
Au XIIe siècle, les maisons de village se groupent autour du château construit depuis peu. Les Sarrasins dévastent les villes, chassant les indigènes. Ceux-ci cherchent sur les hauteurs une sécurité qu’ils ne trouvent plus dans la plaine. On peut donc situer la naissance du village de Ventabren vers 920-940. À ce moment, Guillaume Ier, comte de Provence, ayant définitivement chassé les Sarrazins, fit distribuer à ses compagnons d’armes les terres libérées. Ces derniers construisent alors des ouvrages fortifiés dont le château de Ventabren, dénommé à cette époque « le château royal ». C’était un imposant ensemble encadré de tours et de remparts, totalement inaccessible du côté du couchant. Il est donc vraisemblable que le village se soit construit à l’emplacement actuel à cette période, en se mettant le plus près possible à l’abri du château. De nombreuses caves témoignent encore par leurs vestiges (piliers, voûtes en plein cintre ou ogives) du passé médiéval.
La possession seigneuriale de Ventabren apparaît dans un document testamentaire de Raymond des Baux en 1170. Le château fort constituait un ouvrage défensif considérable. Son architecture était d’une grande simplicité, ses murs construits avec des matériaux de choix mesuraient une toise d’épaisseur. Son enceinte était flanquée de tours rondes et carrées. Le château n’avait qu’une seule porte du côté du levant. Les autres côtés, bâtis sur des rochers à pic, étaient absolument inaccessibles. À l’intérieur, il y avait des caves et une immense citerne, une chapelle était attenante au château.
La reine Jeanne : reine de Jérusalem et de Sicile, comtesse de Provence, de Forcalquier et de Puymont, fille de Charles d'Anjou-Sicile, duc de Calabre, et petite-fille de Robert d’Anjou, devint reine de Naples à 14 ans.
En tant que comtesse de Provence, chacun de ses actes fut apprécié par les populations. Elle réunit plusieurs fois les états de Provence, afin d’aviser les mesures à prendre pour la défense du pays. C’est à partir de ce moment-là que le château primitif prit de l’importance.
En 1345, à Naples, la reine Jeanne fait assassiner son époux, André de Hongrie, par son amant. Elle épouse ce dernier, mais en danger de mort, elle quitte Naples pour la Provence, fin 1347. Trois galères pavoisées, portant gammes, ors, chamarrures, entrèrent dans le port de Marseille le 20 janvier 1348, où la ville tout entière l’accueillit sur le quai. Les maisons étaient décorées de branches de buis et de cyprès. Les vivats couvraient les fifres et les tambourins.
En 1349, elle nomme Raymond des Baux sénéchal de Provence, avant de repartir pour Naples. Elle meurt en 1382 à l’âge de 58 ans.
En 1381, son fils adoptif, Louis d’Anjou, fait donation du château à Bertrand d’Agoult, membre d’une puissante famille provençale. Plusieurs familles se succèdent avec des fortunes diverses dans la possession de Ventabren.
En 1425, le château devient propriété des Quiqueran. En 1472, celle des Bardelins. En 1591, il appartient aux Gaillard-Longjumeau qui détenaient leurs terres d’Henri IV. Ce sont les derniers seigneurs de Ventabren. Dès le début du XVIIIe siècle, ils n’habitent plus le château mais leur maison de la Baronne. La forteresse résiste aux guerres et aux temps, mais c’est la République, qui, en 1794, dépêche un nommé Micoulin pour détruire ce château « qui rappelait des souvenirs fâcheux ». Les habitants du village de cette époque, soit par intérêt, soit pour réparer leurs maisons, soit par peur, aidèrent à la démolition. On trouve, à l’heure actuelle, dans les murs de plusieurs maisons, de nombreuses pierres taillées qui manifestent ces événements.
En 1851, on compte 327 maisons dans le village.
Le 31 août 1857, on inaugure l’arrivée du chemin de fer.
Au XIXe siècle, Ventabren compte quelques usines et fabriques. Une usine travaillant le minerai de cuivre, une fabrique de papier, une blanchisserie pour les draps, 4 minoteries, 6 huileries (salle des fêtes, la Recense, galerie VAC, les Brès, Pieulle…).
En 1924, l’éclairage électrique arrive dans le village.

## Politique et administration

### Rattachements administratifs et électoraux
| Élections                  | Élections                      | Circonscription électorale         | Élu de la circonscription        | Élu de la circonscription | Élu de la circonscription | Élu de la circonscription |
| Niveau                     | Type                           | Circonscription électorale         | Titre                            | Nom                       | Début de mandat           | Fin de mandat             |
| -------------------------- | ------------------------------ | ---------------------------------- | -------------------------------- | ------------------------- | ------------------------- | ------------------------- |
| Commune / Intercommunalité | Municipales et métropolitaines | Ventabren                          | Maire                            | Frédéric Vigouroux        | 2022                      | 2026                      |
| Commune / Intercommunalité | Municipales et métropolitaines | Métropole d'Aix-Marseille-Provence | Présidente de l'intercommunalité | Martine Vassal            | 2020                      | 2026                      |
| Département                | Départementales                | Canton de Berre-l'Étang            | Conseillère départementale       | Julie Arias               | 2021                      | 2028                      |
| Département                | Départementales                | Canton de Berre-l'Étang            | Conseiller départemental         | Yannick Guérin            | 2021                      | 2028                      |
| Région                     | Régionales                     | Région Provence-Alpes-Côte d'Azur  | Président du conseil régional    | Renaud Muselier           | 2021                      | 2028                      |
| Pays                       | Législatives                   | Huitième circonscription           | Député                           | Jean-Marc Zulesi          | 2022                      | 2027                      |

### Administration municipale
Le nombre d'habitants au dernier recensement étant compris entre 5 000 et 9 999, le nombre de membres du conseil municipal est de 29.

### Tendances politiques et résultats
| Scrutin             | Scrutin             | 1er tour | 1er tour | 1er tour | 1er tour | 1er tour  | 1er tour | 1er tour | 1er tour | 1er tour | 1er tour | 1er tour | 1er tour | 2d tour | 2d tour | 2d tour | 2d tour | 2d tour | 2d tour |
| Scrutin             | Scrutin             | 1er      | 1er      | %        | 2e       | 2e        | %        | 3e       | 3e       | %        | 4e       | 4e       | %        | 1er     | 1er     | %       | 2e      | 2e      | %       |
| ------------------- | ------------------- | -------- | -------- | -------- | -------- | --------- | -------- | -------- | -------- | -------- | -------- | -------- | -------- | ------- | ------- | ------- | ------- | ------- | ------- |
| Présidentielle 2017 | Présidentielle 2017 |          | LR       | 36,37    |          | EM        | 25,75    |          | FN       | 16,67    |          | LFI      | 11,37    |         | EM      | 68,37   |         | FN      | 31,63   |
| Présidentielle 2022 | Présidentielle 2022 |          | LREM     | 34,69    |          | RN        | 18,71    |          | REC      | 12,45    |          | LFI      | 11,79    |         | LREM    | 61,47   |         | RN      | 38,53   |
| Législatives 2022   | 8e                  |          | Ren-Ens  | 38,09    |          | LFI-Nupes | 16,19    |          | RN       | 16,15    |          | LR       | 12,14    |         | Ren     | 64,59   |         | RN      | 35,41   |
| Législatives 2024   | 8e                  |          | Ren-Ens  | 37,37    |          | RN        | 35,46    |          | LFI-NFP  | 14,63    |          | LR       | 7,47     |         | Ren     | 58,76   |         | RN      | 41,24   |

### Liste des maires
| Période                                  | Période                      | Identité                | Étiquette       | Qualité                                         |
| ---------------------------------------- | ---------------------------- | ----------------------- | --------------- | ----------------------------------------------- |
| 1790                                     | 1791                         | Jacques Rouard          |                 |                                                 |
| 1793                                     | 1794                         | Jean-Pierre Giraud      |                 |                                                 |
| 1806                                     | 1818                         | Augustin Jauffret       |                 |                                                 |
| 1818                                     | 1829                         | Jean Salin              |                 |                                                 |
| 1829                                     | 1832                         | Joseph-Louis Jauffret   |                 |                                                 |
| 1833                                     | 1851                         | Jean-François Laplace   |                 |                                                 |
| 1851                                     | 1852                         | Marius Roux             |                 |                                                 |
| 1852                                     | 1860                         | Pierre-Antoine Reynaud  |                 |                                                 |
| 1860                                     | 1863                         | Aimé Laplace            |                 |                                                 |
| 1863                                     | 1868                         | Émile Ricard            |                 | Propriétaire Conseiller général (1865 → 1871)   |
| 1868                                     | 1870                         | Justin-Thomas Baret     |                 | Maire par intérim                               |
| 1871                                     | 1873                         | Félicien Matheron       |                 |                                                 |
| 1874                                     | 1878                         | Aimé Laplace            |                 |                                                 |
| 1878                                     | 1899                         | Félicien Matheron       |                 |                                                 |
| 1899                                     | 1902                         | Pierre Jude Rouard      |                 |                                                 |
| 1904                                     | 1908                         | Antoine Marroc          |                 |                                                 |
| 1908                                     | 1912                         | Eugène Martin           |                 |                                                 |
| 1913                                     | 1919                         | Désiré Pellegrin        |                 |                                                 |
| 1920                                     | 1925                         | Sylvain Leydier         |                 |                                                 |
| 1925                                     | 1932 (démission)             | Paul Devaux (1868-1941) |                 |                                                 |
| 1932                                     | 1950                         | Albert Poitevin         |                 |                                                 |
| 1950                                     | 1953                         | Pierre Chaufaille       |                 |                                                 |
| mai 1953                                 | mars 1965                    | Max Bareille            |                 |                                                 |
| mars 1965                                | mars 1977                    | Jean Bourde             |                 |                                                 |
| mars 1977                                | mars 2001                    | Jean-Marie Duron        | RPR             | Maire honoraire (2005)                          |
| mars 2001                                | juillet 2022                 | M. Claude Filippi       | UDF puis UMP-LR | Cadre supérieur Démissionnaire                  |
| juillet 2022                             | En cours (au 6 juillet 2022) | Frédéric Vigouroux      | DVD             | DGS à Salon-de-Provence, ancien premier adjoint |
| Les données manquantes sont à compléter. |                              |                         |                 |                                                 |

## Population et société

### Démographie
L'évolution du nombre d'habitants est connue à travers les recensements de la population effectués dans la commune depuis 1793. Pour les communes de moins de 10 000 habitants, une enquête de recensement portant sur toute la population est réalisée tous les cinq ans, les populations de référence des années intermédiaires étant quant à elles estimées par interpolation ou extrapolation. Pour la commune, le premier recensement exhaustif entrant dans le cadre du nouveau dispositif a été réalisé en 2005.

En 2022, la commune comptait 5 613 habitants, en évolution de +4,78 % par rapport à 2016 (Bouches-du-Rhône : +2,48 %, France hors Mayotte : +2,11 %).
| 1793  | 1800 | 1806  | 1821  | 1831  | 1836  | 1841  | 1846  | 1851  |
| ----- | ---- | ----- | ----- | ----- | ----- | ----- | ----- | ----- |
| 1 678 | 960  | 1 301 | 1 408 | 1 357 | 1 309 | 1 600 | 1 844 | 1 245 |

| 1856  | 1861  | 1866  | 1872  | 1876  | 1881  | 1886  | 1891  | 1896  |
| ----- | ----- | ----- | ----- | ----- | ----- | ----- | ----- | ----- |
| 1 290 | 1 301 | 1 151 | 1 130 | 1 121 | 1 075 | 1 015 | 1 019 | 1 011 |

| 1901 | 1906 | 1911 | 1921 | 1926 | 1931 | 1936 | 1946 | 1954 |
| ---- | ---- | ---- | ---- | ---- | ---- | ---- | ---- | ---- |
| 985  | 988  | 889  | 951  | 896  | 832  | 787  | 889  | 509  |

| 1962 | 1968 | 1975  | 1982  | 1990  | 1999  | 2005  | 2006  | 2010  |
| ---- | ---- | ----- | ----- | ----- | ----- | ----- | ----- | ----- |
| 603  | 934  | 1 537 | 2 717 | 3 742 | 4 549 | 4 831 | 4 842 | 4 581 |

| 2015  | 2020  | 2022  | - | - | - | - | - | - |
| ----- | ----- | ----- | - | - | - | - | - | - |
| 5 278 | 5 381 | 5 613 | - | - | - | - | - | - |

### Manifestations culturelles et festivités

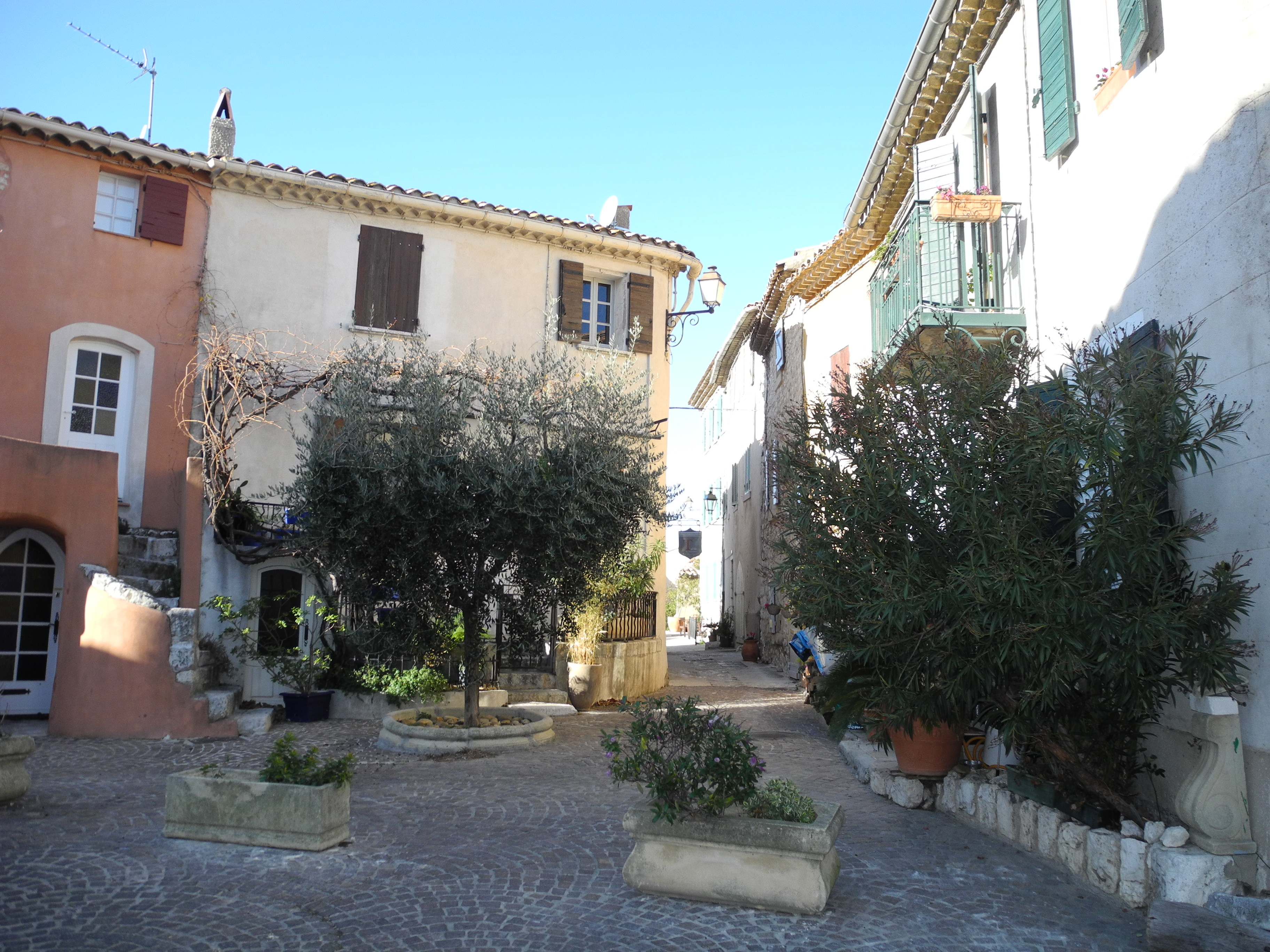
Place et rue de Ventabren.

L'Office municipal de la culture (OMC) assure la programmation des manifestations sur la commune.
Manifestations annuelles : 
- Exposition des Métiers d'Arts et de l'Artisanat - Expo-Rue des peintres : au mois de mai
- Fête de la Saint-Jean : au mois de juin
- Fête nationale : au mois de juillet
- Fête votive de la Saint-Denis : au mois d'octobre
- Marché de Noël : au mois de novembre
- Illuminations de Noël : au mois de décembre

## Économie

### Revenus de la population et fiscalité
En 2010, le revenu fiscal médian par ménage était de 51 189 €, ce qui plaçait Ventabren au 227e rang parmi les 31 525 communes de plus de 39 ménages en métropole et au second rang du département des Bouches-du-Rhône derrière Saint-Marc-Jaumegarde (59 683 €).

## Culture locale et patrimoine

### Lieux et monuments
- Église Saint-Denis de Ventabren

#### Aqueduc
Ce village possède sur son territoire le plus grand aqueduc en pierre au monde, classé monument historique. L'aqueduc de Roquefavour a été construit par Jean François Mayor de Montricher, jeune ingénieur de 26 ans, au milieu du XIXe siècle (1842-1847), pour amener l'eau de la Durance à Marseille. La ville de Marseille subissait depuis tous temps des sécheresses mortelles, l'aqueduc de Roquefavour permit aux eaux de la Durance, via le canal de Marseille, de traverser la vallée de l'Arc. L'aqueduc possède trois rangs d'arcades, mesure 393 mètres de long et 82 mètres de haut. En comparaison, le pont du Gard ne mesure « que » 266 m de long et 47 m de haut (mais a été construit 18 siècles avant).

#### Viaduc
Le viaduc de Ventabren sur la LGV Méditerranée est situé sur la commune.

#### Ermitage Saint-Honorat
Un lieu millénaire à Ventabren. De son ancien nom La « cella Saint-Honorat » l'ermitage appartint d'abord à l'Eglise d'Aix. Ruinée par les Sarrasins lors des razzias, l'ermitage passa sous la main de Montmajour en 963 (un diplôme de l'empereur Conrad et une bulle de Léon VIII le constatent).

### Personnalités liées à la commune
- Édouard Peisson (1896-1963), écrivain français, spécialisé dans le roman maritime.

### Héraldique
| Blason de Ventabren | Blason  | D'azur à la montagne d'argent posée sur des ondes du même mouvant de la pointe, au chef cousu de gueules chargé d'un soleil d'or. |
| Blason de Ventabren | Détails | |

### Culture

#### Cinéma
Le film Un petit miracle de Sophie Boudre (2023) a été tourné dans la commune[réf. nécessaire].

#### Télévision
- La série télévisée Les Cinq Dernières Minutes a été tournée à Ventabren en 1959, pour l'épisode n°12, intitulé Dans le pétrin avec Raymond Souplex. L'inspecteur Bourrel, en vacances à Saint-Saturnin (Ventabren est ainsi rebaptisé dans l'épisode), mène l'enquête sur une étrange épidémie qui frappe la population. L'épisode a été tourné en décor réel, dans les rues mêmes de Ventabren.
- La série Draculi & Gandolfi a été tourné à Ventabren, avec l'Aqueduc et l'ermitage Saint-Honorat en décors[34].